# مايك ليتش
مايك ليتش (بالإنجليزية: Mike Leach)‏ هو لاعب كرة مضرب أمريكي، ولد في 9 مارس 1960 في منيابولس في الولايات المتحدة.

## وصلات خارجية
- مايك ليتش على موقع رابطة محترفي التنس (الإنجليزية)
- مايك ليتش على موقع الاتحاد الدولي لكرة المضرب (الإنجليزية)
- مايك ليتش على موقع خلاصة التنس.كوم (الإنجليزية)